# Lista cărților științifico-fantastice publicate în România

Cărți științifico-fantastice publicate în România (coperți)

Aceasta este o listă a cărților fantastice & științifico-fantastice (romane, colecții de povestiri, antologii, etc.) care au fost publicate în limba română în România înainte de 1989. Autorii sunt români și străini. Pentru cărțile publicate după Revoluția din 1989 vezi Lista cărților științifico-fantastice publicate în România după 1989.

## Înainte de 1910
- 1873: Al. N. Dariu - Finis Rumaniae[1][2]
- 1875: Demetriu G. Ionnescu - Spiritele anului 3000
- 1899: Victor Anestin - În anul 4000 sau O călătorie la Venus

## Anii 1910-1920
- 1914: Victor Anestin - O tragedie cerească, Poveste astronomică
- 1914: Henric Stahl - Un român în Lună
- 1916: Victor Anestin - Puterea științei, sau Cum a fost omorât Răsboiul European, Poveste fantastică
- 1927: Henric Stahl - Un român în Lună, ediția a II-a, Editura IG Hertz

## Anii 1930-1940
- 1930: Gib Mihăescu - Brațul Andromedei
- 1930: Nicolae G. Rădulescu-Niger - Omul de cristal
- 1931: Cezar Petrescu - Baletul mecanic, Editura Cartea Românească
- 1932: Al. Dem. Coltesti - Pământul în flăcări, Editura IG Hertz
- 1932: Felix Aderca - Orașele înecate
- 1933: D. V. Ienciu - Cataclismul anului 2000
- 1934: Maurice Level - În împărăția prigoniților
- 1935: H. G. Wells - Năvălitorii din stele
- 1936: A. Frodegil, - Razele infernale
- 1937: Ilie Ienea - Ard luminile-n Vitol
- 1938: L. Detre - Lupta între două lumi, Editura Rex București
- 1938: Victor Papilian - Groaza
- 1939: I.C. Vissarion - Agerul pământului
- 1942: Jules Verne - Doctorul Ox
- 1942: Hans Dominik - Forța cerului
- 1943: Alexandru Hertzug - Dincolo de stele
- 1943: B. Kellerman - Tunelul, Editura Cartea Românească
- 1943: Victor Papilian - Manechinul lui Igor si alte povestiri de iubire
- 1943: Cezar Petrescu - Baletul mecanic (editia a II-a) - Editura Cugetarea
- 1946: Ivan Efremov - Roza vânturilor
- 1949: Ivan Efremov - Cornul alb, Editura Tineretului

## Anii 1950
- 1950: Ivan Efremov - Corăbii astrale, Editura Tineretului
- 1952: Vladimir Nemțov - Trei dorințe, Editura Tineretului
- 1954: F. Kandiba - Pământ fierbinte, Editura Tineretului
- 1954: M. Ștefan & Radu Nor - Drum printre aștri, Editura Tineretului
- 1955: Ivan Efremov - La hotarul Oicumenei, Editura  Tineretului
- 1955: Jules Verne - Douăzeci de mii de leghe sub mări, Editura Tineretului
- 1955: Jules Verne - Cinci săptămâni în balon, Editura Tineretului
- 1955: Jules Verne - Întâmplări neobișnuite, Editura Tineretului
- 1956: Vladimir Obruchev - Plutonia, Editura  Tineretului
- 1956: L. Petculescu - Cearta furtunilor, Editura  Tineretului
- 1956: M. Ștefan & Radu Nor - Drum printre aștri, editia a II-a,  Editura  Tineretului
- 1957: G. B. Adamov - Taina celor doua oceane, Editura . Tineretului
- 1957: C. Baci - Adagio, Editura  Tineretului
- 1957: Ion Hobana - Ultimul val, Editura Tineretului
- 1957: Aleksei Nicolaevici Tolstoi - Aelita, Editura  Pentru Literatură
- 1957: H. G. Wells - Omul invizibil, Editura De Literatură Universală
- 1958: Arthur Conan Doyle - O lume dispărută, Edit. pentru Literatura
- 1958: Ivan Efremov  - Umbra dinozaurului, E.S.P.L.A. - Cartea Rusă
- 1958: Edgar Allan Poe - Aventurile lui Gordon Pym, Editura Tineretului
- 1958: Henric Stahl - Un român în Lună (ediția a III-a), Editura Tineretului
- 1958: M. Ștefan & Radu Nor - Robinsoni pe planeta oceanelor, Editura Tineretului
- 1958: Jules Verne - De la pământ la lună, Editura Tineretului
- 1958: Jules Verne - Goana după meteor, Editura Tineretului
- 1958: Jules Verne - O călătorie spre centrul pământului, Editura Tineretului
- 1958: Jules Verne - Sfinxul ghețarilor, Editura Tineretului

- 1959: Ivan Efremov - Cor Serpentis
- 1959: Aleksandr Beleaev - Ultimul om din Atlantida, Editura  Tineretului
- 1959: Aleksandr Beleaev - Ariel, Editura Tineretului, București, 1959
- 1959: Stanislaw Lem - Norul lui Magellan, Editura Tineretului
- 1959: Vladimir Obruchev - Țara lui Sannikov, E.S.P.L.A. - Cartea Rusă
- 1959: M. Ștefan & Radu Nor - Drum printre aștri (ediția a III-a), Editura Tineretului
- 1959: M. Ștefan & Radu Nor - O întâmplare în împărăția zăpezilor, Editura Tineretului
- 1959: Aleksei Nicolaevici Tolstoi - Hiperboloidul inginerului Garin, E.S.P.L.A. - Editura Cartea Rusă
- 1959: Jules Verne - Douăzeci de mii de leghe sub mări, Editura Tineretului
- 1959: Jules Verne - Insula misterioasă, Editura  Tineretului
- 1959: Jules Verne - Mathias Sandorf, Editura  Tineretului
- 1959: H. G. Wells - Omul invizibil, (ediția a II-a) - Editura  Tineretului
- 1959: H. G. Wells - Povestiri, Editura Meridiane

## Anii 1960
1960
- Vladimir Nemțov - Al șaselea simț, CPSF [3]
- Sergiu Fărcășan - O iubire din anul 41042, Editura Tineretului,
- Ivan Efremov - Nebuloasa din Andromeda, Editura Tineretului
- Ian Leopoldovici Larri - Uimitoarele peripeții ale lui Karik și ale Valiei [4] Editura Tineretului
- Jack London - Călcâiul de fier, Editura de Stat pentru Literatură Universală
- Jules Verne - De la Pământ la Lună (ediția a II-a) - Editura Tineretului
- Robert Merle - Un animal înzestrat cu rațiune, Editura Militară, titlu original Un animal doué de raison
- Vladimir Obrucev - Țara lui Sannikov, (ediția a II-a), Editura Tineretului [5]
- Marietta Șaghinian - Mass Mend sau yankeii la Petrograd, E.S.P.L.A.-Cartea Rusă
- Întâlnirile viitorului - Editura Tineretului, culegere de povestiri

1961
- Karel Čapek - Război cu Salamandrele, Editura pentru Literatură Universală
- Iuri Dolgușin - Generatorul de minuni, Editura Tineretului [6]
- Victor Kernbach - Luntrea sublimă, Editura Tineretului
- L. Petrescu - Tică și Rică au pornit spre Lună, Editura Tineretului
- Iuri Safronov și Svetlana Safronova - Nepoții nepoților noștri, Editura Tineretului
- Franz Storch - Umbre încătușate, Editura Tineretului
- Arkadi și Boris Strugațki - Țara norilor purpurii, Editura Tineretului
- A. N. Tolstoi - Hiperboloidul inginerului Garin (ediția a II-a), Editura pentru Literatură
- Mark Twain - Un yankeu la curtea regelui Arthur, Editura Tineretului
- Jules Verne - Mathias Sandorf (ediția a II-a), Editura Tineretului

1962
- Camil Baciu - Revolta creierilor
- L. Tölgyesi - Alibiurile inginerului Dragomir, Editura Tineretului
- G. Altov - Legendele căpitanilor stelari, Editura Tineretului
- František Běhounek - Acțiunea L, Editura Tineretului
- Aleksandr Beleaev - Opere alese I: Omul amfibie, Editura Tineretului
- Mihu Dragomir - Povestiri deocamdată fantastice, Editura Tineretului
- Ion Mânzatu - Paradoxala aventură, Editura  Tineretului
- I. M. Ștefan - Ultimul alb, Editura Tineretului
- Jules Verne - Insula cu elice, Editura Tineretului
- H. G. Wells - Mașina timpului, Editura Tineretului
- H. G. Wells - Insula doctorului Moreau, Editura Tineretului

1963
- Aleksandr Beleaev - Steaua Ket, Editura Tineretului
- Ray Bradbury - 451 grade Fahrenheit, Editura Tineretului
- Vladimir Colin - A zecea lume, Editura Tineretului
- Féher Klára - Insula cutremurelor, Editura Tineretului [7]
- Sergiu Fărcășan - Atacul cesiumiștilor, Editura Tineretului
- Ion Hobana - Oameni si stele, Editura Tineretului
- Eduard Jurist - Oul lui Columb, Editura Tineretului
- M. Leasenco - Omul rază, Editura Tineretului
- Iosif Likstanov - Piatra verde, Editura Edit Tineretului [8]
- Ioan Mânzatu - Chemarea nesfârșitului, Editura Tineretului
- Radu Nor - Cei trei din Altai, Editura Tineretului
- Ioana Petrescu - Audacia, Editura Tineretului
- Ovidiu Riureanu - Aventurile lui Șerban Andronic, Editura Edit Tineretului
- Jules Verne - De la Pământ la Lună (ediția a III-a), Editura Tineretului
- Jules Verne - Goana după meteor (ediția a II-a), Editura Tineretului
- John Weiss - În țara strănepoților noștri, Editura Tineretului
- H.G. Wells - Războiul lumilor, Editura Tineretului

1964
- Camil Baciu - Planeta cubică, Editura Tineretului
- Aleksandr Beleaev - Stăpânul lumii, Editura Tineretului
- François Bordes - Robinsonii cosmosului, Editura Tineretului
- Vladimir Colin - A zecea lume (ediția a II-a), Editura Tineretului
- Cecilia Dudu și Doru Todericiu - Foc pe cer în ursa mică, Editura Tineretuluii
- Stanisław Lem - Astronauții, Editura Tineretului
- Leonida Neamțu - Întoarcerea focului, Editura Tineretului
- Leonid Petrescu - Autobuzul profesorului, Editura Tineretului
- Nina Stănculescu - Templul scufundat, Editura Tineretului
- Arkadi și Boris Strugațki - Întoarcerea, Editura Tineretului
- Jules Verne - Robur cuceritorul, Editura Tineretului
- Evgheni Voiskunski și Isai Lukodianov - Echipajul de pe Mekong, Editura Tineretului [9]
- H.G. Wells - Hrana zeilor, Editura Tineretului

1965
- George Anania și Romulus Bărbulescu - Doando, Editura Tineretului
- Iuri Dolgușin - Generatorul de minuni, Editura Tineretului, ediția a II-a
- Ivan Efremov - Limanul curcubeului, Editura Tineretului
- Radu Nor - Capitolul XXIII, Editura Tineretului
- Ioana Petrescu - Minuni la Mărgărit, Editura Tineretului
- Adrian Rogoz - Omul și năluca, Editura Tineretului
- Ovidiu Șurianu - Cheia comorilor, Editura Tineretului
- Jules Verne - În fața steagului, Editura Tineretului
- H.G. Wells - Oul de cristal, Editura Tineretului

1966
- Felix Aderca - Orașele scufundate, reeditare a romanului Orașele înecate, Editura Tineretului
- Horia Aramă - Moartea pasării săgeată, Editura Tineretului
- Romulus Bărbulescu - Samba Mueni, Editura Tineretului
- Vladimir Colin - Viitorul al doi-lea, Editura Tineretului
- Camil Baciu - Mașina destinului
- A.C. Doyle - Aventurile profesorului Challenger, Editura Tineretului
- Ivan Efremov - Coroana neagră, traducere de Isac Peltz și M. Roth, Editura pentru Literatură Universală
- Ivan Efremov - Nebuloasa din Andromeda, Editura Tineretului (ediția a II-a)
- Sergiu Fărcășan - O iubire în anul 41042, Editura Tineretului (ediția a II-a)
- Ghenadi Gor - Kumbi, Editura Tineretului
- Victor Kernbach - Umbra timpului, Editura Tineretului
- Mihnea Moisescu - Copiii stelelor, Editura Tineretului
- Mircea Opriță - Întâlnire cu Meduza, Editura Tineretului
- Viorica Huber - Eu și bătrânul lup de stele, Editura Tineretului
- Henric Stahl - Un român în Lună, Editura Tineretului (ediția a IV-a)
- I.M. Ștefan - Cântecul Cibenei, Editura Tineretului
- Jules Verne - Hector Servadac, Editura Tineretului
- H.G. Wells - Omul invizibil & Primii oameni în Lună, Editura Tineretului

1967
- Horia Aramă - Cosmonautul cel trist, Editura Tineretului
- Isaac Asimov - Eu, robotul, Editura Tineretului
- George Anania și Romulus Bărbulescu - Statuia șarpelui, Editura Tineretului
- Aleksandr Beleaev - Steaua Ket, Editura Tineretului (ediția a II-a)
- Karel Čapek - Krakatit, Editura Tineretului
- Cecilia Dudu - Scarabeul lui Rașid, Editura Tineretului
- Viorica Huber - Taina sfinxului de pe Marte, Editura Tineretului
- Eduard Jurist - Mister la -179° C, Editura Tineretului
- Victor Kernbach - Povestiri ciudate, Editura Tineretului
- Radu Nor - Brâul albastru, Editura Tineretului
- Florin Petrescu - Lacul suspendat, Editura Tineretului
- Leonid Petrescu - Nu căutați eroul!, Editura Tineretului
- George Ricus - Hoțul de paratrăsnete, Editura Tineretului
- Vladimir Sitik - Ultima orbită, Editura Tineretului [10][11]
- Jules Verne - Castelul din Carpați, Editura Tineretului
- Jules Verne - Uimitoarea aventură a misiunii Barsac, Editura Tineretului

- Enigma văii albe, Editura Tineretului, culegere de povestiri
- Pe lungimea de undă a cosmosului, Editura Tineretului, culegere de povestiri
- Formula nemuririi. Povestiri științifico fantastice sovietice, Editura Tineretului, culegere de povestiri

1968
- Camil Baciu - Grădina zeilor, Editura Tineretului
- Karel Čapek - R.U.R., Editura pentru Literatura Universală (ediția a II-a)
- Vladimir Colin - Dincolo de zidul de neon, Editura Tineretului
- Mioara Cremene - Mărirea și decăderea planetei Globus, Editura Tineretului
- Constantin Cubleșan - Nepăsătoarele stele, Editura Tineretului
- Mihu Dragomir - Povestiri deocamdată fantastice, Editura Tineretului (ediția a II-a)
- Sergiu Fărcășan - Mașina de rupt prieteniile, Editura Tineretului
- Fred Hoyle și John Elliot - A de la Andromeda, Editura Tineretului
- Victor Kernbach - Luntrea sublimă, Editura Tineretului (ediția a II-a)
- Leonida Neamțu - Întoarcerea focului, Editura Tineretului (ediția a II-a)
- Edgar Allan Poe - Mellonta Tauta, Editura Tineretului
- Angelo Ritig - O trezire neobișnuită, Editura Tineretului
- Gheorghe Săsărman - Oracolul, Editura Tineretului
- Mircea Șerbănescu - Ultima transmigrație, Editura Tineretului
- Radu Theodoru - Taina recifului, Editura Tineretului
- Dumitru Todericiu - Aventură în adâncuri, Editura Tineretului
- A. N. Tolstoi - Hiperboloidul inginerului Garin, Editura Tineretului
- Jules Verne - Cele 500 de milioane ale Begumei, Editura Tineretului

1969
- George Anania - Ploaia de stele, Editura Tineretului
- Tibor Balint - Trandafirii Sodomei, Editura pentru Literatură
- George Anania și Romulus Bărbulescu - Ferma oamenilor de piatră, Editura Tineretului
- Victor Bârlădeanu - Operațiunea „Psycho”, Editura Tineretului
- Dino Buzzatti - Marele portret, Editura Tineretului
- Karel Čapek - Fabrica de absolut, Editura Tineretului
- Miguel Collazo - Cartea fantastică a lui Oaj, Editura Tineretului
- Alex. Forje - Contrainfinit, Editura Tineretului
- Nicolae Paul Mihail - Femeia cibernetică, Editura Tineretului
- Minea Moisescu - Cosmonautul de piatră, Editura Tineretului
- Josef Nesvadba - Idiotul din Xeenemuende
- Jules Verne - Șarpele de mare, Editura Tineretului
- *** - Vârsta de aur a anticipației românești, culegere de povestiri editată de Ion Hobana

## Anii 1970
1970
- Voicu Bugariu - Vocile Vikingilor, Editura Tineretului
- Italo Calvino - Cosmicomicării T - indice zero, Editura Univers
- Dorel Dorian - Ficțiuni pentru revolver și orchestră, Editura Albatros
- Cecilia Dudu - Coniac „3 secole”, Editura Tineretului
- Sergiu Fărcășan - Vă caută un taur, Editura Albatros
- Robert Merle - Un animal înzestrat cu rațiune, Editura Militară (ediția a II-a)
- Radu Nor - Acțiunea Pirat, Editura Militară
- Mircea Opriță - Argonautica, Editura Albatros
- George Ricus - O viață aparte, Editura Albatros
- Radu Theodoru - Regina de abanos, Editura Tineretului

- *** - Repauzatul inspector Norbon acționează, Editura Albatros, culegere de povestiri
- *** - Un pic de neant, Editura Albatros, culegere de povestiri
- *** - Vasul ce plutea pe mare, Editura Albatros, culegere de povestiri

1971
- Pierre Boulle - Planeta maimuțelor, Editura Meridiane
- Radu Nor - Mister în zece ipostaze, Editura Albatros
- Radu Nor - Reîntoarcerea păianjenului, Editura Militară
- Mircea Opriță - Planeta părăsită, Editată de Comitetul Județean de Cultură și Artă Cluj
- Vladimir Savcenko - Uimitoarea descoperire a lui V.V. Krivoșein, Editura Albatros
- Miron Scorobete - Femeia venită de sus, Editura Albatros

1972
- Horia Aramă - Țărmul interzis, Editura Albatros
- Romului Bărbulescu și George Anania - Paralela enigma, Editura Albatros
- Victor Bârlădeanu - Exilatul din Planetopolis, Editura Albatros
- Vladimir Colin - Capcanele Timpului, Editura Albatros
- Mihnea Moisescu - Glasul din pulberea aurie, Editura Albatros
- Radu Nor - Tridentul de aur, Editura Militară
- Mary W. Shelley - Frankenstein sau Prometeul modern, Editura Albatros
- Ovidiu Șurianu - Întâlnire cu Hebe, Editura Albatros
- Petru Vintilă - Călătorie pe planeta Zeta, Editura Ion Creangă

1973
- Mary W. Shelley - Frankenstein sau Prometeul modern
- Leonida Neamțu - Blondul împotriva umbrei sale, Editura Albatros
- Ion Hobana & Gianfranco de Turris - Fantascienza, Editura Albatros
- Gerard Klein - Planeta cu șapte măști, Editura Albatros

1974
- Horia Aramă - Pălăria de pai, Editura Cartea Românească
- Ray Bradbury - Aici sunt tigri, Editura Albatros
- Constantin Cubleșan - Iarba cerului, Editura Albatros
- Stanislaw Lem - Solaris, Editura Dacia
- Gib I. Mihăescu - Brațul Andromedei, Editura Scrisul Romanesc (ediția a II-a)
- Rodica Ojog - Brașoveanu - Minerva se dezlănțuie, Editura Albatros
- Hugo Raes - La stânga liniei de helicoptere, Editura Dacia
- Adrian Rogoz - Prețul secant al genunii, Editura Albatros
- Joseph-Henri Rosny Ainé - Navigatorii infinitului, Editura Albatros
- Robert Louis Stevenson - Straniul caz al Dr. Jekyll și Mr. Hide, Editura Dacia
- Jules Verne - Goana după meteor & Indiile negre, Editura Ion Creangă (ediția a II-a)

- *** - Întâmplări din veacul XXI, Editura Scrisul Românesc, culegere de povestiri

1975
- Horia Aramă - Jocuri de apă, Editura Cartea Românescă, nuvele
- Isaac Asimov - Soarele gol, Editura Univers, „Colecția romanelor SF”, nr. 2
- Vasile Băran - Insula manechinelor, Editura Ion Creangă
- Ștefan Berciu - Fantastica aventură 2101, Editura Ion Creangă
- Vladimir Colin - Dinții lui Cronos[12], Editura Albatros, Colecția Fantastic Club
- Karinthy Frigyes – Moartea hipnotică,[13] Editura Albatros, Colecția Fantastic Club
- Ludvig Holberg – Călătoria subpământeană a lui Niels Klim, Editura Univers
- Gérard Klein– Seniorii războiului, Editura Univers, CRSF 01
- Oscar Lemnaru - Omul și umbra, Editura Dacia, Seria „Restituiri”, nr. 27
- Mihnea Moisescu - Întoarcere pe țărmul dispărut, Editura Albatros
- Corneliu Omescu Întâmplări de necrezut, Editura Albatros
- Georgina Viorica Rogoz - Anotimpul sirenelor, Editura Albatros

- Cezar Petrescu – BALETUL MECANIC, Ediția. a- III-a, Ed. Minerva
- Gheorghe Săsărman  – Cuadratura cercului, Ed. Dacia
- Theodoru, Radu – CĂLĂTORIE NEOBIȘNUITĂ (Ed. Militară)
- Theodoru, Radu – ȚARA FĂGĂDUINȚEI (Ed. Albatros, Col. Fantastic Club)
- Tolkien, J.R.R. – POVESTE CU UN HOBBIT (Ed. Ion Creangă)
- Twain, Mark – UN YANKEU LA CURTEA REGELUI ARTHUR (Ed. Dacia)
- Verne, Jules – DOCTORUL OX (Ed. Ion Creangă, Col. BJV, nr. 7)

- *** - Antologia Oameni și stele (colecția Fantastic Club, editor Victor Zednic)
- *** - Fantastica întâlnire din zori, Editura Junimea, culegere de povestiri
- *** - Odiseea marțiană (Maeștrii anticipației clasice) (antologie de Ion Hobana, Editura Minerva, Colecția BPT, nr. 863)

1976
- Horia Aramă - Verde Aixa, Editura Albatros, Colecția Fantastic Club
- Adolfo Bioy Casares - Invenția lui Morel. Plan de evadare, Editura Univers
- Vladimir Colin - Grifonul lui Ulise, Editura Cartea Românească
- Michael Crichton - Germenul Andromeda (The Andromeda Strain), Editura Univers, „Colecția romanelor SF”, nr. 4
- Doru Davidovici - [Insula nevăzută]], Editura Ion Creangă
- Villiers l’Isle-Adam - Viitoarea Evă, Editura Univers, „Colecția romanelor SF”, nr. 3
- Miron Scorobete - Crâncena luptă dintre «Ate» și «Abile», Editura Albatros
- Frigyes Karinthy - Moartea hipnotică, Editura Albatros

- *** - O falie în timp, (Ion Hobana) Editura Eminescu, culegere de povestiri
- *** - Povestiri Science Fiction, Editura Ion Creangă, culegere de povestiri

1977
- Edmound About - Omul cu urechea ruptă, Editura Dacia
- Romului Bărbulescu și George Anania - Șarpele blând al infinitului, Editura Albatros
- Victor Bârlădeanu - Gheața de foc, Editura Albatros
- Vladimir Colin - Babel, Editura Albatros
- Doru Davidovici - Zeița de oricalc, Editura Albatros
- Robert Merle - Malevil, Editura Univers
- Jules Verne - Douăzeci de mii de leghe sub mări, Editura Ion Creangă (ediția a II-a)
- Jules Verne - O călătorie spre centrul pământului, Editura Ion Creangă (ediția a II-a)

- Alte întâmplări din veacul XXI, Editura Scrisul Românesc, culegere de povestiri

## Anii 1980
1981
- Abaluta, C. - Ultimele știri din planeta simetrică - Editura Cartea Românească
- George Anania - Test de fiabilitate - Editura Albatros
- Isaac Asimov - O piatră pe cer  - Editura Univers
- Bugariu, V. - Lumea lui Als Olb - Editura Albatros
- Carje, I. - Irene sau planeta cea mai apropiată - Editura Eminescu
- Clement, F. - Așa s-a născut o insulă - Editura Univers
- Dinu, R. - Dintr-o lume congelată - Editura Albatros
- Mihail Grămescu - Aporisticon - Editura Albatros
- Pintea, R. - Aerostatul inocenților - Editura Albatros
- Georgina Viorica Rogoz - Sa nu afle Aladin - Editura Ion Creangă
- Jules Verne - Castelul din Carpați - Întâmplări neobișnuite - Editura Ion Creangă

- Fuga în spațiu-timp, Biblioteca pentru toți copiii, antologie de Ion Hobana, Editura Ion Creangă, culegere de povestiri
- Necunoscutul, Editura Junimea, culegere de povestiri
- Regele visurilor, Editura Albatros, culegere de povestiri
- Salmugra, Editura Univers, culegere de povestiri

1982
- Felix Aderca - Orașele scufundate (ediția a II-a, vezi anii 1914 si 1966)
- Aldani, L. - Noapte bună Sofia - Editura Dacia
- Caba, O. - Totaliter aliter - Editura Cartea Românească
- Liuben Dilov - Drumul lui Icar - Editura Albatros
- Ignat, D. - Phoenix 1 Km. - Editura Junimea
- Gérard Klein - Planeta cu șapte măști - - Editura Albatros
- Leu, C. - Insulele - Editura Albatros
- Motosec, M. - De prisos în univers - Editura Ion Creangă
- Radian, S. - Reverberație rupestră  - Editura Albatros
- Sandor, K. - Etajul 500 - Editura Kriterion
- Gheorghe Săsărman - 2000 (carte) - Editura Eminescu
- Stefanescu, S. - Zee - Editura Albatros
- Vejinov, P. - Pieirea lui Aiax - Editura Ion Creangă
- Jules Verne - De la pământ la lună (ediția a IV-a) - Editura Ion Creangă
- Jules Verne - Robur cuceritorul (ediția a II-a) - Editura Ion Creangă
- Jules Verne - Steaua sudului - Editura Ion Creangă
- Almanahul Anticipația 1983  (Coperta de Alexandru Andrieș), publicat de revista „Știință & Tehnică”.

1983
- Horia Aramă - Dincolo de paradis - Editura Cartea Românească
- Biberi, I. - Luminile capricornului - Editura Eminescu
- Ionica, L. - Ziua confuză - Editura Albatros
- Schwartz, G. - Efectul P - Editura Eminescu
- Sîrbu, I.D. - Șoarecele B și alte povestiri - Editura Cartea Românească
- Jules Verne - Cinci săptămâni în balon (ediția a II-a) - Editura Ion Creangă
- Jules Verne - Insula misterioasă (ediția a II-a) - Editura Ion Creangă
- Locul întâmplării, Editura Scrisul Românesc, culegere de povestiri
- Almanahul Anticipația 1984, publicat de revista „Știință & Tehnică”.

1984
- George Anania - Acțiunea Lebăda

- Romulus Bărbulescu - Chatarsis - Editura Albatros
- Vladimir Colin - Xele, Motanul din stele - Editura Univers
- Oprea, L. - Domenii interzise - Editura Albatros
- Cicerone Sbantu - Ucenicul visător - Editura Junimea
- Ungureanu, A. - Marele prag - Editura Albatros
- Almanahul Anticipația 1985, publicat de revista „Știință & Tehnică”.

1985
- Bretin, R. - Efect holografic - Editura Albatros
- Brunner, J. - Răbdarea timpului - Editura Univers
- Capek, K. - Război cu Salamandrele (ediția a II-a) - Editura Univers
- Cernet, L. - Salt în mâine - Editura Albatros
- Doyle, A.C. - O lume dispărută (ediția a II-a) - Editura Ion Creangă
- Honga, R. - Aventurile lui Theodore - Editura Scrisul Romanesc
- Jules Verne - Un oraș plutitor - Editura Ion Creangă

- Almanahul Anticipația 1986, publicat de revista „Știință & Tehnică”.
- Avertisment pentru liniștea planetei, Editura Albatros, culegere de povestiri
- Nici un zeu în cosmos, Editura Politică, culegere de povestiri
- O planetă numită anticipație, Editura Junimea, culegere de povestiri

1986
- Anestin, V. - În anul 4000 sau o călătorie la Venus (ediția a II-a) - Editura Dacia
- Bercescu, V. - Bombardament cu asteroizi - Editura Ion Creangă
- Capek, K. - Fabrica de absolut (ediția a II-a) - Editura Cartea Românească
- Capek, K. - Krakatit (ediția a II-a) - Editura Cartea Românească
- Crohmalniceanu, O.S. - Alte istorii insolite - Editura Cartea Românească
- Negoiță, T. - Cutia Pandorei - Editura Albatros
- Anton Tănăsescu - Linii de univers - Editura Litera

- Cosmos XXI - Întâmplări dintr-un univers al păcii, Editura Politică, culegere de povestiri
- Povestiri ciberrobotice, antologie îngrijită de Alexandru Mironov și Mihai Bădescu
- Povestiri despre invențiile mileniului III
- Almanahul Anticipația 1987, publicat de revista „Știință & Tehnică”.

1987
- George Ceaușu - Înstelata aventură, Editura Junimea
- Trenul de noapte - Proză fantastică, antologie de Angela Tudorii, editura Astra
- Ende, M. - Povestea fără sfârșit - Editura Univers
- Kernbach, V. - Vacanțele secrete - Editura Albatros
- Petrescu, C. - Baletul mecanic (ediția a IV-a) - Editura Junimea
- Popescu, C.T. - Planetarium - Editura Albatros
- Renaud - Vernet, O. - Xannt - Editura Albatros

- Almanahul Anticipația 1988, publicat de revista „Știință & Tehnică”.

1988
- Bretin, R. - Șoimul alb
- Efremov, I. - Nebuloasa din Andromeda (ediția a III-a) - Editura Raduga / URSS si Editura Albatros / România
- Franke, H.W. - Zona zero - Editura Univers
- Hobana, I. - Un alt fel de spațiu - Editura Albatros
- Van Vogt, A.E. - Război împotriva Rulilor - Editura Univers

- Almanahul Anticipația 1989, publicat de revista „Știință & Tehnică”.

1989
- Aleksandr Beleaev - Omul amfibie, Editura Raduga/URSS și Editura Albatros (ediția a II-a)
- Eduard Jurist - Subiecte de conversație, Editura Albatros
- Gheorghe Păun - Generoasele cercuri, Editura Albatros
- Gheorghe Păun - Sfera paralelă, Editura Albatros
- Anton Tănăsescu - Banchetul dinozaurilor, Editura Litere
- Erwin Wickert - Templul paradit, Editura Univers[14]

- Almanahul Anticipația 1990, publicat de revista „Știință & Tehnică”.
- Întoarcere pe planeta albastră, Editura Politică, culegere de povestiri